# Zeitschrift für Naturforschung A
Zeitschrift für Naturforschung A (ondertitel A Journal of Physical Sciences) is een internationaal, aan collegiale toetsing onderworpen wetenschappelijk tijdschrift op het gebied van de fysische chemie.
De naam wordt in literatuurverwijzingen meestal afgekort tot Z. Naturforsch.
Het wordt uitgegeven door de Verlag der Zeitschrift für Naturforschung, namens de Max-Planck-Gesellschaft zur Förderung der Wissenschaften en verschijnt maandelijks.
Het tijdschrift is ontstaan in 1973 door een onderverdeling van het in 1946 opgerichte Zeitschrift für Naturforschung in de delen A, B en C.